# کوهین (تفرش)
کوهین، روستایی است از توابع بخش مرکزی شهرستان تفرش استان مرکزی ایران.

## موقعیت و جمعیت
این روستا در دهستان بازرجان شهرستان تفرش قرار دارد 